# Micae Nguyễn Huy Mỹ
Micae Nguyễn Huy Mỹ còn gọi là Nguyễn Huy Diệu là một lý trưởng, tử vì đạo dưới triều vua Minh Mạng, được Giáo hội Công giáo Rôma phong Hiển Thánh vào năm 1988.  
Ông sinh năm 1804 ở trại Đại Đăng giáp Vân Sàng (nay thuộc phường Vân Giang, thành phố Ninh Bình, tỉnh Ninh Bình, thuộc Giáo phận Phát Diệm). Là con trai cả. Ông bỏ quê đến ở làng Kẻ Vĩnh (Vĩnh Trị, Nam Định, từng là trung tâm Công giáo ở Đàng Ngoài), lấy vợ là con ông trùm Antôn Nguyễn Tiến Đích. Mặc dù còn thanh niên nhưng ông Mỹ có tiếng là người sắc sảo, ăn nói trôi chảy. Khi làng khuyết cai tổng, người làng bầu ông làm cai tổng nhưng ông không nhận. Về sau, Giám mục Địa phận Tây Đàng Ngoài Du bảo ông ra gánh việc lý trưởng để bênh đỡ Nhà chung và giúp dân trong thời buổi cấm đạo, ông vâng lời. Ông có công với Nhà chung và dân Kẻ Vĩnh, giúp đỡ mọi người, không ăn bớt của dân, xử kiện phân minh. Ngày 11 tháng 5 năm 1838, tuần phủ Nam Định Trịnh Quang Khanh đến vây làng Vĩnh Trị. Ông bị đóng gông xuống thuyền, giải ra tỉnh cùng linh mục Giacôbê Đỗ Mai Năm và ông trùm Đích. Ba người bị chém đầu cùng ngày tại pháp trường Bảy Mẫu và cùng được phong thánh. 